# Улица Дзирциема
Улица Дзи́рциема (латыш. Dzirciema iela) — улица районного значения в Курземском районе города Риги. Пролегает в северном направлении, от перекрёстка улиц Вилипа и Кудрас до района перспективной застройки в Спилве. На местности заканчивается тупиком у гаражного кооператива «Илга», но согласно кадастровой карте, трасса улицы продолжается далее до развилки с проектируемым Северным транспортным коридором. Основная часть улицы пролегает по историческим районам Дзирциемс и Ильгюциемс; начало улицы (южнее Юрмалас гатве) находится в Засулауксе, а участок после переезда через железнодорожную ветку Лачупе—Ильгюциемс относится к району Спилве.

## История
Улица известна с начала XVIII века как Готановская дорога (по фамилии владельца усадьбы, к которой вела). Со сменой владельцев усадьбы дорога также меняла название: так, в конце XVIII века она именовалась Эссенгофской дорогой, с 1885 была включена в черту города и получила название Эссенгофская улица (нем. Essenhofsche Straße, латыш. Esenhofas iela), а с 1923 называлась улица Лиеласмуйжас (латыш. Lielāsmuižas iela). В 1938 году получила современное наименование, но во время немецкой оккупации было временно восстановлено название Essenhofsche Straße.
Многие улицы Риги названы в честь исторических районов города, в которых находятся, однако в отношении улицы Дзирциема такое утверждение было бы неверным. Улица названа в честь села Дзирциемс (ныне в Тукумском крае), а название района Дзирциемс возникло уже от улицы, в 1970-е годы.
Изначально улица пролегала от улицы Буллю до своего нынешнего окончания; в 1930-е годы путём сноса старой застройки продлена в сторону центра до улицы Пурва, а в 1941 доведена до Юрмалас гатве (с поглощением старинных улиц Ванес и Гротес) и соединена с улицей Кудрас. В дальнейшем трасса улицы корректировалась в ходе застройки района многоэтажными зданиями на основании генплана 1968 года. В начале 1980-х годов часть улицы Кудрас была отнесена к улице Дзирциема, тем самым улица получила нынешние границы.

## Транспорт
Общая длина улицы Дзирциема составляет 3414 метров. Почти на всём протяжении асфальтирована, но между улицами Цемента и Спилвес в створе улицы построена Ильгюциемская основная школа (1976), в связи с чем проезжая часть здесь прерывается, а участок между улицами Гара и Цемента не имеет покрытия (статус главной улицы переходит к улице Лидоню).
Движение двустороннее. От Юрмалас гатве до развилки с ул. Лидоню улица Дзирциема имеет по две полосы в каждом направлении, здесь (от начала улицы) курсируют троллейбусы и автобусы нескольких маршрутов. В дальней части улицы расположена конечная остановка автобуса № 38.

## Примечательные объекты
- К чётной стороне улицы в Засулауксе прилегает Ботанический сад Латвийского университета, а в Ильгюциемсе — парк Нордекю.
- Дом № 16 — медицинский университет имени Страдыня.
- Дом № 20 — институт стоматологии; декоративное панно на этом здании (1971) признано памятником искусства[6].

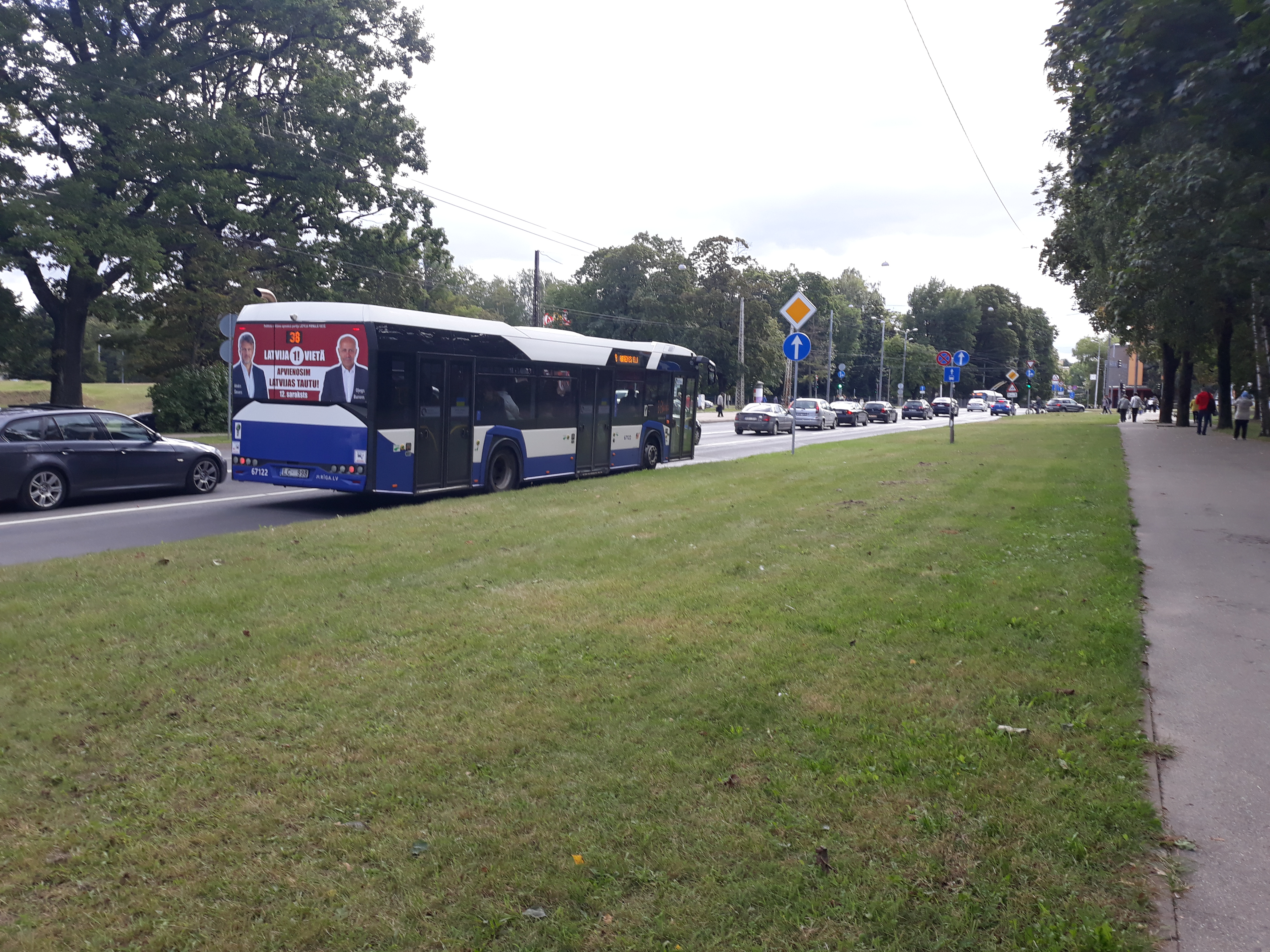
Вид в сторону Юрмалас гатве
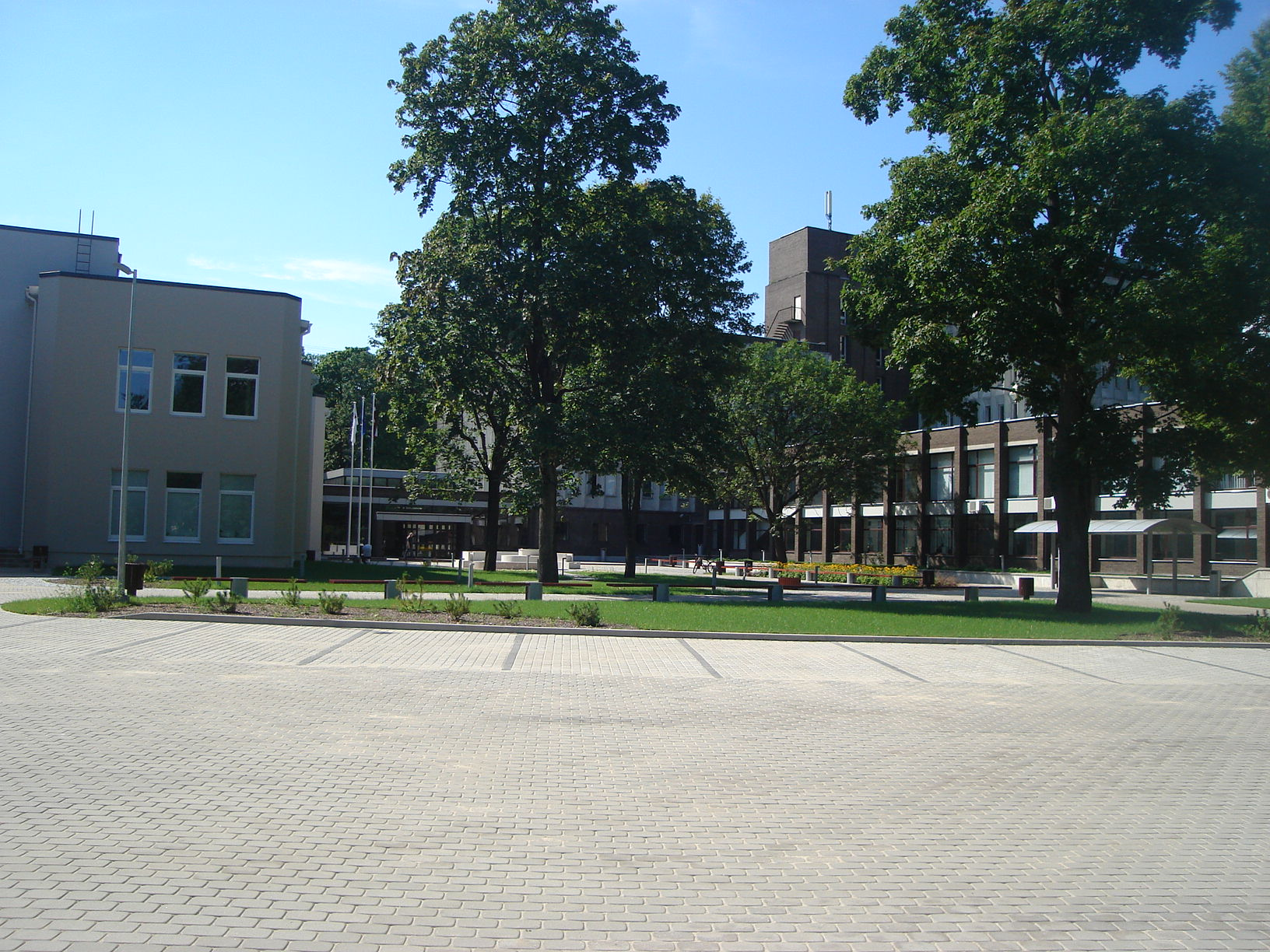
Корпуса университета им. Страдыня
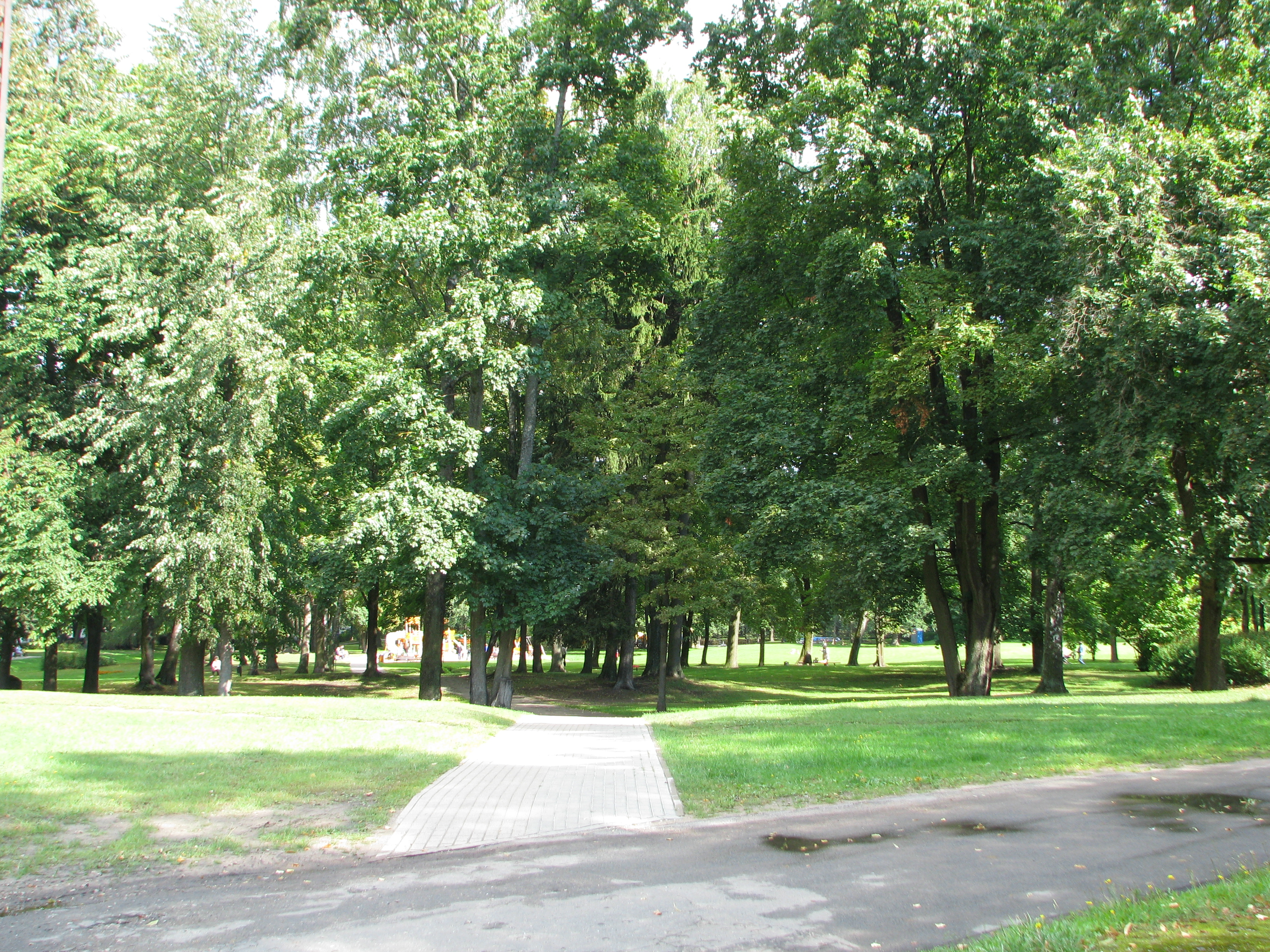
Вход в парк Нордекю с ул. Дзирциема
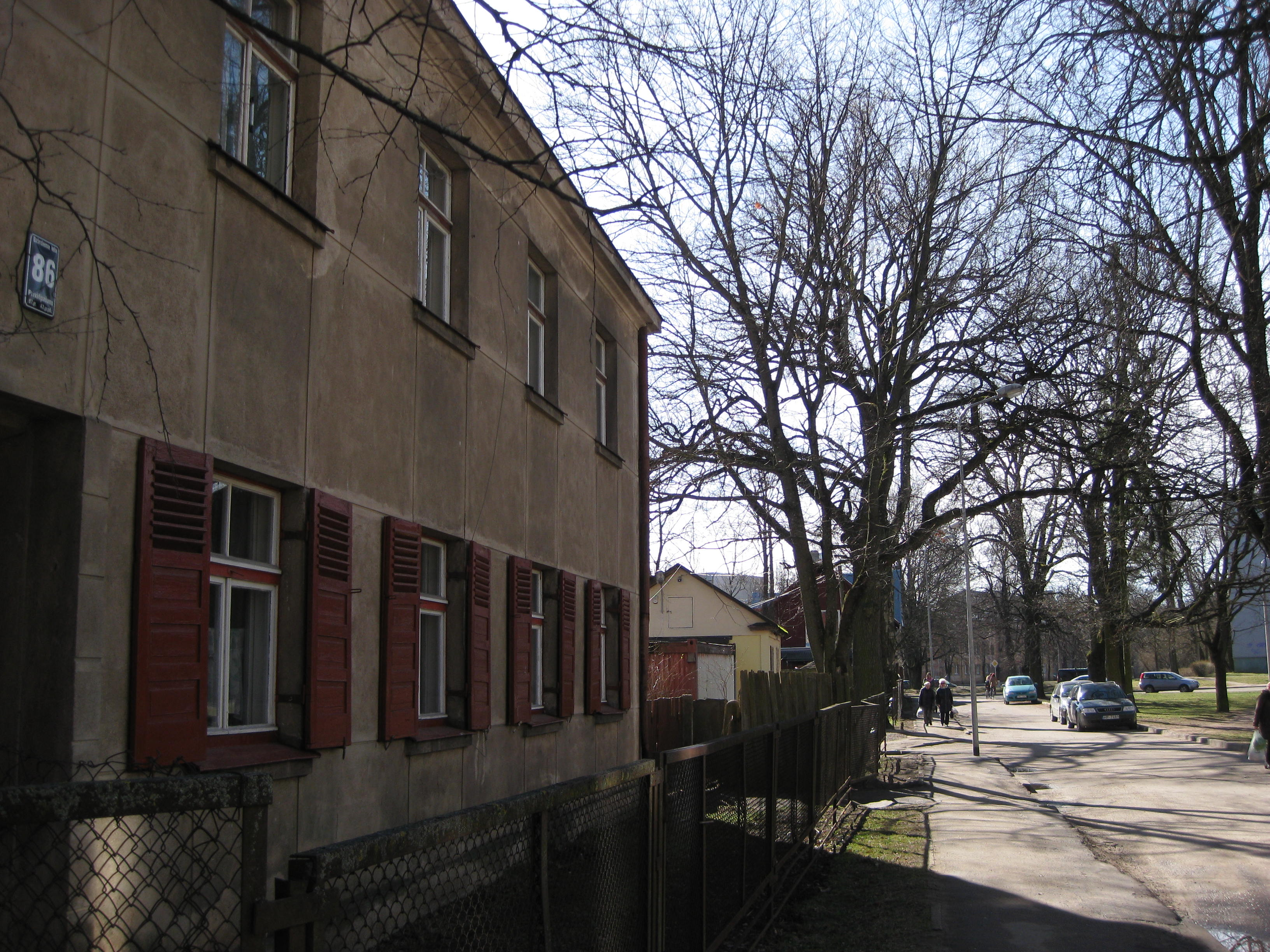
Тупиковый участок у дома № 86

## Прилегающие улицы
Улица Дзирциема пересекается со следующими улицами:
- улица Вилипа
- улица Кудрас
- улица Рододендру
- улица Кандавас
- Юрмалас гатве
- улица Маза Дарза
- улица Яунсаулес
- улица Эйженияс
- улица Селпилс
- улица Пурва
- улица Лиелэзерес
- улица Маза Стацияс
- улица Слокас
- улица Нордекю
- улица Вайделотес
- улица Веца Буллю
- улица Буллю
- улица Шаулю
- улица Риексту
- улица Гара
- улица Лидоню
- улица Цемента
- улица Спилвес